# أورس بوهلر
أورس بوهلر (بالإنجليزية: Urs Bühler) (و. 1971  م) هو مغني، ومغني أوبرا، وعازف بيانو، وموسيقي سويسري، ولد في لوسرن، وهو عضوٌ في إيل ديفو.

## التعليم
تعلم في كونسرفاتوار أمستردام.

## روابط خارجية
- أورس بوهلر على موقع IMDb (الإنجليزية)
- أورس بوهلر على موقع ميوزك برينز (الإنجليزية)
- أورس بوهلر على موقع قاعدة بيانات برودواي على الإنترنت (الإنجليزية)
- أورس بوهلر على موقع ديسكوغز (الإنجليزية)
- أورس بوهلر على موقع قاعدة بيانات الفيلم (الإنجليزية)